# 3005 Pervictoralex
3005 Pervictoralex (1979 QK2) là một tiểu hành tinh vành đai chính được phát hiện ngày 22 tháng 8 năm 1979 bởi C.-I. Lagerkvist ở La Silla.